# Roger Daltrey
Roger Harry Daltrey CBE (sinh ngày 1 tháng 3 năm 1944) là ca sĩ, diễn viên và nhà sản xuất điện ảnh người Anh, nổi tiếng trong vai trò là ca sĩ của ban nhạc rock The Who. Ông được biết tới nhờ chất giọng mạnh mẽ cùng phong thái trình diễn năng động vô cùng đặc trưng.
Những ca khúc tiêu biểu nhất của Daltrey khi còn là thành viên của The Who chính là "My Generation", "Pinball Wizard", "Won't Get Fooled Again", "Baba O'Riley" và "You Better You Bet". Ông cũng có một sự nghiệp solo tương đối thành công với 10 album phòng thu, 5 album tuyển tập và 1 album trực tiếp cùng nhiều ca khúc nổi tiếng như "Giving It All Away", "Walking the Dog", "Written on the Wind", "Free Me", "Without Your Love" and "Under a Raging Moon"
The Who là một trong những ban nhạc vĩ đại nhất lịch sử với hơn 100 triệu đĩa bán được trên toàn thế giới. Daltrey cùng ban nhạc cũng đã được vinh danh "Thành tựu trọn đời" bởi Công nghiệp ghi âm Anh vào năm 1988 và Giải Grammy vào năm 2001. Ông cũng có tên trong Đại sảnh Danh vọng Rock and Roll vào năm 1990, và Đại sảnh Danh vọng Âm nhạc Anh vào năm 2005. Ông cùng Pete Townshend thay mặt ban nhạc nhận giải thưởng Kennedy Center Honors vào năm 2008, sau đó là giải thưởng tôn vinh George and Ira Gershwin cho những cống hiến cho âm nhạc bởi Đại học California tại Los Angeles năm 2016. Daltrey cũng thành công trong vai trò diễn viên và sản xuất điện ảnh. Ông được vinh danh ở vị trí số 5 những ca sĩ nhạc rock vĩ đại nhất bởi thính giả đài Planet Rock vào năm 2009, và đứng thứ 61 trong danh sách "100 ca sĩ vĩ đại nhất mọi thời đại" của tạp chí Rolling Stone
.

## Danh sách đĩa nhạc
| Solo - Daltrey (1973) - Ride a Rock Horse (1975) - One of the Boys (1977) - McVicar (1980) - Parting Should Be Painless (1984) - Under a Raging Moon (1985) - Can't Wait to See the Movie (1987) - Rocks in the Head (1992) - As Long as I Have You (2018) | Hợp tác - Going Back Home (2014) (cung Wilko Johnson từ ban nhạc Dr Feelgood) Sản phẩm khác - Tommy (1972) (ấn bản LSO) - Tommy (1975) (soundtrack) - Lisztomania (1975) (soundtrack) |